# 人間友愛
《人間友愛》是大愛電視台「大愛真實人生劇場系列」，全劇共14集，於2002年3月20日至2002年3月29日在大愛電視《大愛劇場》時段（台灣時間週一至周五晚上8:00）播放。

## 演員列 表
- 潘麗麗 飾演 阿絨
- 高振鵬[1]

## 資料參考
1. ↑  . 國家文化記憶庫 2.0.   [2025-04-30] （中文（繁體））.